# HslVU
HslVU (HslUV, ClpYQ) — протеаза из группы АТФ-зависимых протеаз, присутствующая у многих бактерий, включая Escherichii coli и Bacillus subtilis. Состоит из двух компонентов, HslU (ClpY) — АТФ-зависимый шаперон и активатор протеолитической активности у HslV (ClpQ) — собственно протеазы. Активный комплекс состоит из двух колец из шести белковых субъединиц HslV, соединённых вместе, и по кольцу из шести белковых субъединиц HslU с каждой стороны. Кольца соединены вместе, образуя полый цилиндр, при этом кольца HslU находятся со внешней стороны. Как и у всех других АТФ-зависимых протеаз, активный сайт находится внутри цилиндра, и полипептидный субстрат должен быть развёрнут и активно перемещён внутрь для того, чтобы произошел протеолиз,,,.

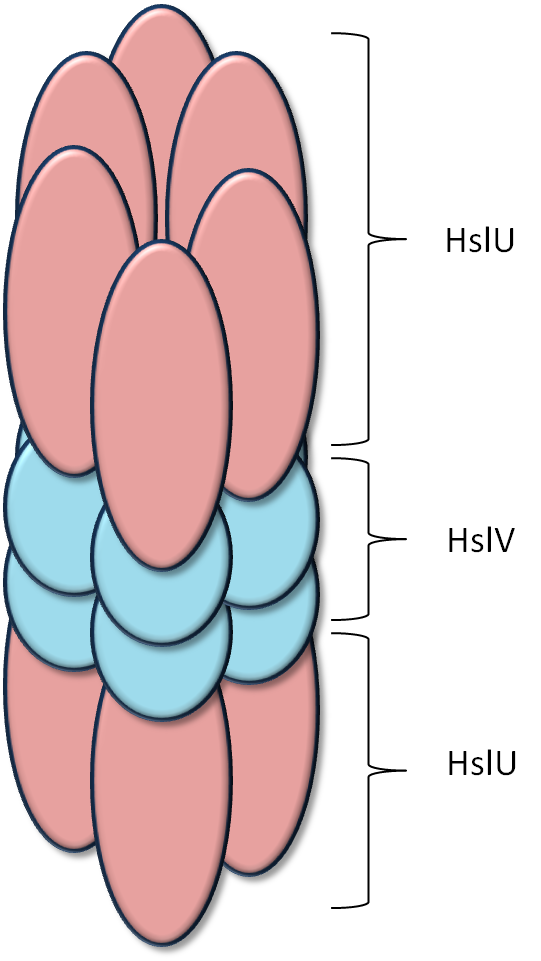
Схематическое изображение комплекса HslVU

## HslU
HslU является шапероном, распознающим, разворачивающим и преносящим белки-субстраты внутрь полости протеазной части. HslU, является членом обширного семейства ААА АТФаз (ATPases Associated with diverse cellular Activities, АТФазы связанные с различными клеточными активностями),. HslU — гомолог СlpX, АТФ-зависимого шаперона, компонента ClpXP протеазы. Благодаря этому, а также определённой схожести строения и функционирования, HslVU получил своё второе имя, также широко используемое — «ClpYQ». HslU состоит из трёх доменов: N-концевой домен, вставленный в него Промежуточный домен (англ. «Intermediate», I-домен) и С-концевой домен. В N-концевом домене находятся традиционные мотивы Walker A и Walker B, участвующие в связывании и расщеплении АТФ. Промежуточный домен ответственен за связывание и распознавание субстратов. С-концевой домен вместе с частью N-концевого домена участвует во взаимодействии с HslV. N-концевой домен содержит GYVG-мотив, необходимый для разворачивания субстрата и перенесения его в HslV.

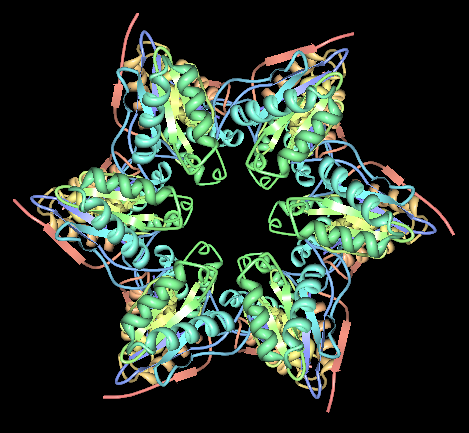
HslVU. Вид сверху.

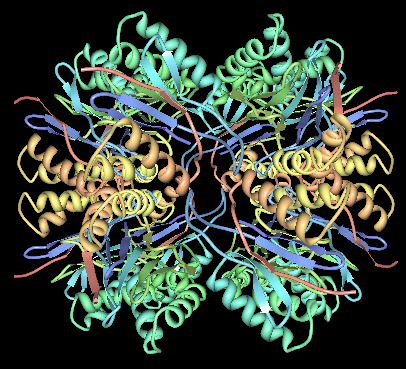
HslVU. Вид сбоку.

## HslV
В отличие от HslU, имеющего гомологию с ClpX, HslV не имеет гомологии с ClpP или какой-нибудь другой бактериальной протеазой. Вместо этого он имеет слабую гомологию с протеолитической субъединицей эукариотической протеосомы. Так же как и у протеосомы каталитическую роль выполняет N-концевой остаток треонина (хотя у B. subtilis N-концевой и каталитический остаток — серин). Таким образом HslV принадлежит к группе N-концевых протеаз. HslV является α+β белком.
Сам по себе HslV слабо активен. Необходимо взаимодействие с HslU, чтобы активировать протеазный компонент.

## Распространение
HslVU не представлен так широко в различных группах бактерий, как другие АТФ-зависимые протеазы, такие как ClpP, Lon, FtsH. Тем не менее HslVU присутствует у α-, γ- и ε-протеобактерий, фирмикут, спирохет и таких древних групп как Aquifex и Thermotoga. Кроме того, он присутствует в митохондриях таких групп низших эукариот как Trypanosoma, Leishmania, Plasmodium, Amoebozoa, Chromalveolata, Rhizaria, Excavata, а также некоторых растений.

## Субстраты
У E. coli субстратная специфичность HslVU во многом пересекается со специфичностью Lon. Также как и Lon, HslVU распознаёт и разрушает неправильно свёрнутые или аггрегированные белки, особенно при тепловом шоке. Два классических субстрата Lon — ингибитор клеточного деления SulA и регулятора синтеза бактериальной капсулы RcsA, являются также субстратами для HslVU,. HslVU также способен разрушать белки с SsrA-хвостом.
Ещё одним субстратом для HslVU является σ32 — сигма фактор, отвечающий за транскрипцию белков теплового шока.

## Регуляция
HslU и HslV находятся друг за другом в одном опероне. Экспрессия этого оперона индуцируется при тепловом шоке, что повышает в несколько раз уровень этой протеазы в клетке. При этом HslVU участвует в разрушении аггрегированных и денатурированных теплом белков. Как большинство других белков теплового шока, оперон индуцируется σ32 — сигма фактором теплового шока.